# الاکا، ایدینتپ
الاکا، ایدینتپ (به لاتین: Alaca, Aydıntepe) (به کردی: Menge) یک منطقهٔ مسکونی در ترکیه است که در استان بایبورت واقع شده‌است.

## خصوصیات
الاکا ۴۷ نفر جمعیت دارد.